# Ascolepis majestuosus
Ascolepis majestuosus är en halvgräsart som beskrevs av Paul Auguste Duvigneaud och G.Léonard. Ascolepis majestuosus ingår i släktet Ascolepis och familjen halvgräs.
Artens utbredningsområde är Kongo-Kinshasa. Inga underarter finns listade i Catalogue of Life.